# Mary Howitt
Pour les articles homonymes, voir Howitt.
Mary Howitt, née le 12 mars 1799 et morte le 30 janvier 1888, est une poétesse anglaise, auteure du célèbre poème L'Araignée et la Mouche (The Spider and the Fly). Elle a traduit plusieurs contes de Hans Christian Andersen en langue anglaise. Certaines de ses œuvres ont été écrites en collaboration avec son mari, William Howitt (en). Beaucoup, en vers et en prose, sont destinés à un jeune lectorat.

## Biographie
Mary Botham, fille de Samuel Botham et Ann (née Wood), est née à Coleford, dans le Gloucestershire, où ses parents vivent temporairement. Son père, un arpenteur Quaker prospère et ancien fermier d'Uttoxeter, dans le Staffordshire, s'occupe d'une propriété minière. En 1796, alors âgé de 38 ans, Samuel épouse Ann, 32 ans, fille d'un tisserand de Shrewsbury. Ils ont quatre enfants : Anna, Mary, Emma et Charles. Leur maison de style Queen Anne porte maintenant le nom de Howitt Place.
Mary Botham étudie à domicile, lit beaucoup et commence à écrire des vers à un très jeune âge.

### Mariage et écriture
Le 16 avril 1821, elle épouse William Howitt et entame avec lui une carrière de coauteur. Sa vie est liée à celle de son mari ; elle n'a été séparée de lui que pendant une période où il a voyagé en Australie (1851–1854). Son mari et elle ont écrit plus de 180 livres.
Les Howitt vivent initialement à Heanor dans le Derbyshire, où William est pharmacien. Ce n'est qu'en 1823, alors qu'ils vivent à Nottingham, que William décide d'abandonner ses affaires avec son frère Richard (en) et de se concentrer avec Mary sur l'écriture. Leurs productions littéraires se composent d'abord principalement de poésie et d'autres contributions à des annuaires et à des périodiques. Une sélection est publiée en 1827 sous le titre The Desolation of Eyam and other Poems.
Le couple côtoie de nombreuses figures littéraires, comme Charles Dickens, Elizabeth Gaskell et Elizabeth Barrett Browning. En s'installant à Esher en 1837, Howitt commence à écrire une longue série de contes bien connus pour enfants, avec un succès retentissant. La même année, ils visitent le nord de l'Angleterre et séjournent chez William et Dorothy Wordsworth. Leur travail est généralement bien considéré : en 1839, la reine Victoria donne à George Byng un exemplaire des Hymns and Fireside Verses de Mary.
Le couple déménage à Londres en 1843 et, après un deuxième déménagement en 1844, ils se retrouvent avec Tennyson comme voisin. En 1853, ils s'installent à West Hill à Highgate près de Hillside, la maison de leurs amis, le médecin et réformateur sanitaire Thomas Southwood Smith et sa compagne, l'artiste Margaret et sa sœur Mary Gillies (en). Quelques années plus tôt, Mary Howitt avait organisé la venue de l'écrivain pour enfants Hans Christian Andersen à Hillside pour voir la fenaison lors de son voyage en Angleterre en 1847.

### Scandinavie
Au début des années 1840, Mary Howitt réside à Heidelberg, où ses amis littéraires sont composés du biographe de Shelley, Thomas Medwin, et de la poétesse Caroline de Crespigny (en). Son attention est alors attirée par la littérature scandinave. En compagnie d'une amie, Madame Schoultz, elle apprend le suédois et le danois. Elle traduit ensuite en anglais et présente les romans de Fredrika Bremer (1842–1863, 18 volumes). Howitt traduit également de nombreux contes de Hans Christian Andersen, tels que : 
- Only a Fiddler (Rien qu’un violoneux, 1845)
- The Improvisators (1845, 1847)
- Wonderful Stories for Children (1846)
- The True Story of every Life (1847)[2].

Parmi ses œuvres originales figurent The Heir of Wast-WayIand (1847). Elle édite pendant trois ans le Drawing-room Scrap Book, écrivant, entre autres articles, "Biographical Sketches of the Queens of England". Elle édite le Pictorial Calendar of the Seasons, traduit de l'History of Magic de Joseph Ennemoser (en) et rédige la partie principale de The Literature and Romance of Northern Europe (1852). Elle produit également une Popular History of the United States (2 volumes, 1859) et un roman en trois tomes intitulé The Cost of Caergwyn (1864).
Le beau-frère de Mary, Godfrey Howitt (en), sa femme et sa famille émigrent en Australie, arrivant à Port Phillip en avril 1840. En juin 1852, les trois hommes Howitt, accompagnés d'Edward La Trobe Bateman (en), y naviguent, espérant y faire fortune. Pendant ce temps, Mary et ses deux filles emménagent dans The Hermitage, le cottage de Bateman à Highgate, qui était auparavant occupé par Dante Gabriel Rossetti.
Les hommes reviennent d'Australie quelques années plus tard. William a écrit plusieurs livres décrivant sa flore et sa faune. Leur fils, Alfred William Howitt, se fait connaître comme explorateur, anthropologue et naturaliste australien ; il découvre les restes des explorateurs Burke et Wills, qu'il ramène à Melbourne pour y être enterrés.

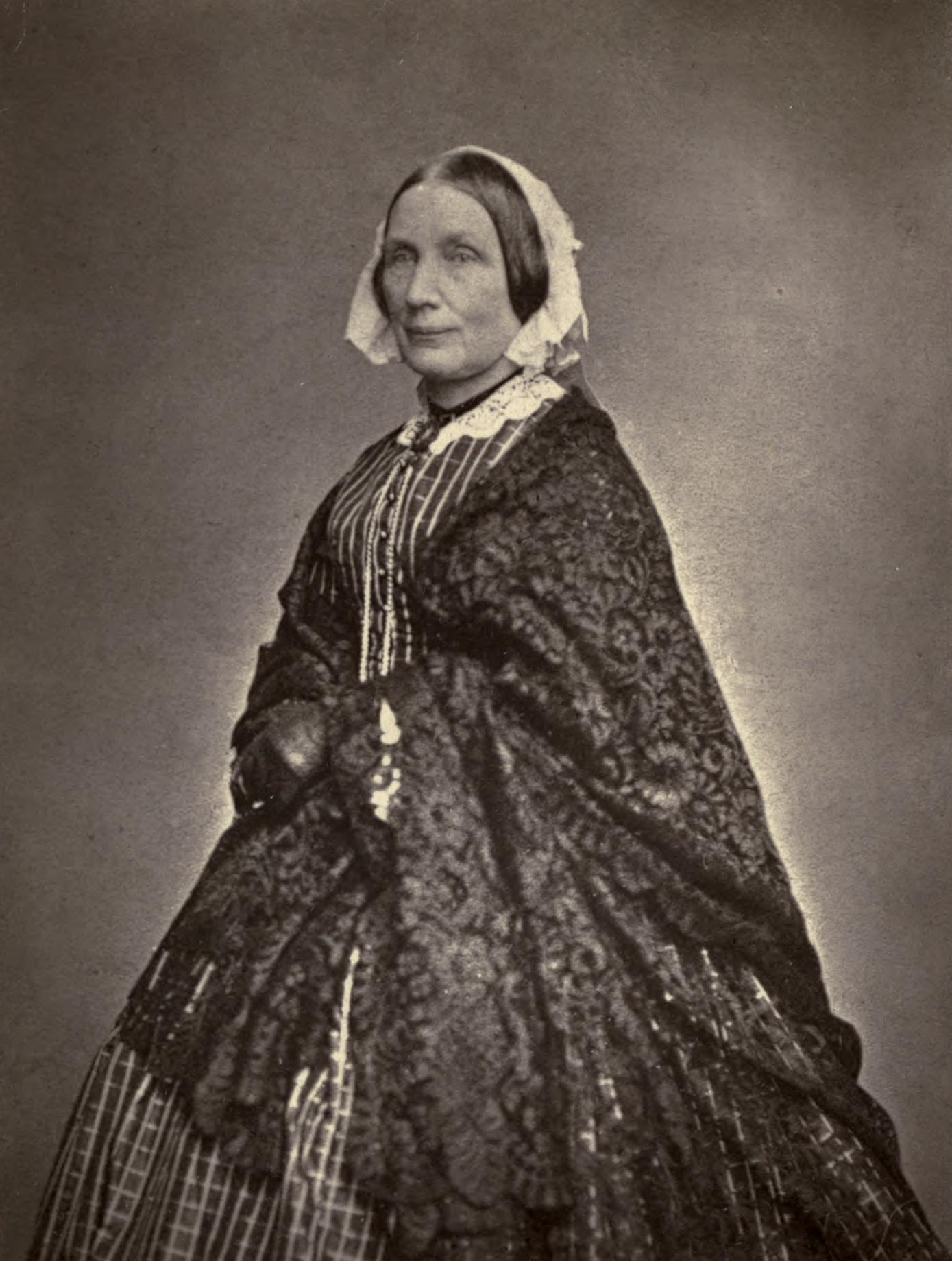
Mary Howitt.

Mary Howitt a eu plusieurs autres enfants. Charlton Howitt se noie alors qu'il construisait une route en Nouvelle-Zélande. Anna Mary Howitt passe un an en Allemagne avec l'artiste Wilhelm von Kaulbach, une expérience qu'elle a décrite dans An Art-Student in Munich. Elle épouse Alaric Alfred Watts (en), écrit une biographie sur son père et meurt lors d'une visite à sa mère au Tyrol en 1884. Margaret Howitt écrit Life of Fredrika Bremer et les mémoires de sa propre mère.

Le nom de Mary Howitt est attaché en tant qu'auteure, traductrice ou éditrice à au moins 110 ouvrages. Elle reçoit une médaille d'argent de l'Académie littéraire de Stockholm et, le 21 avril 1879, obtint une pension de la liste civile de 100 £ par an. Dans ses années de déclin, elle rejoignit l'Église catholique romaine et fait partie d'une députation anglaise reçue par le pape Léon XIII le 10 janvier 1888. Ses Reminiscences of my Later Life sont imprimées dans Good Words (en) en 1886. The Times a écrit sur elle et son mari :
Leurs amis les appelaient en plaisantant William et Mary, et prétendaient qu'ils avaient été couronnés ensemble comme leurs prototypes royaux. Rien de ce qu'ils ont écrit ne vivra, mais ils étaient si industrieux, si désintéressés, si aimables, si dévoués au travail de diffusion de la bonne et innocente littérature, que leurs noms ne doivent pas disparaître sans être pleurés.
Mary Howitt est absente de sa résidence de Mérano dans le Tyrol, passant l'hiver à Rome, lorsqu'elle meurt d'une bronchite le 30 janvier 1888.

## Publications
Parmi ces œuvres écrites indépendamment de son mari figurent :
- (en) Sketches of Natural History, 1834
- (en) Wood Leighton, or a Year in the Country, 1836
- (en) Birds and Flowers and other Country Things, 1838
- (en) Hymns and Fireside Verses, 1839
- (en) Hope on, Hope ever, a Tale, 1840
- (en) Strive and Thrive, 1840
- (en) Sowing and Reaping, or What will come of it, 1841
- (en) Work and Wages, or Life in Service, 1842
- (en) Which is the Wiser? or People Abroad, 1842
- (en) Little Coin, Much Care, 1842
- (en) No Sense like Common Sense, 1843
- (en) Love and Money, 1843
- (en) My Uncle the Clockmaker, 1844
- (en) The Two Apprentices, 1844
- (en) My own Story, or the Autobiography of a Child, 1845
- (en) Fireside Verses, 1845
- (en) Ballads and other Poems (1847), 1847

- (en) The Children's Year, 1847[10]
- (en) The Childhood of Mary Leeson, 1848
- (en) Our Cousins in Ohio, 1849
- (en) The Heir of Wast-Wayland, 1851
- (en) The Dial of Love, 1853
- (en) Birds and Flowers and other Country Things, 1855
- (en) The Picture Book for the Young, 1855
- (en) M. Howitt's Illustrated Library for the Young, 1856
- (en) Lillieslea, or Lost and Found, 1861
- (en) Little Arthur's Letters to his Sister Mary, 1861
- (en) The Poet's Children, 1863
- (en) The Story of Little Cristal, 1863
- (en) Mr. Rudd's Grandchildren, 1864
- (en) Tales in Prose for Young People, 1864
- (en) M. Howitt's Sketches of Natural History, 1864
- (en) Tales in Verse for Young People, 1865
- (en) Our Four-footed Friends, 1867
- (en) John Oriel's Start in Life, 1868
- (en) Pictures from Nature, 1869
- (en) Vignettes of American History, 1869
- (en) A Pleasant Life, 1871
- (en) Birds and their Nests, 1872
- (en) Natural History Stories, 1875
- (en) Tales for all Seasons, 1881
- (en) Tales of English Life, including Middleton and the Middletons, 1881[2]

## L'Araignée et la mouche
Le poème a été initialement publié en 1829. Lorsque Lewis Carroll prépare Alice's Adventures Under Ground pour sa publication, il remplace une parodie qu'il avait faite d'une chanson de Minstrel show par le « Lobster Quadrille », une parodie du poème de Mary.
Le poème est sélectionné pour un Caldecott Honor Book en octobre 2003.